# Йохан III фон Дипхолц
Йохан III фон Дипхолц (на немски: Johann III von Diepholz; * 1398; † 22 март/29 март 1437, Оснабрюк) е епископ на Оснабрюк (1424 – 1437).

## Произход и управление
Той е син на Конрад VII фон Дипхолц († 1426) и съпругата му графиня Ирмгард фон Хоя († 1416), дъщеря на граф Ото III фон Хоя († 1428) и втората му съпруга принцеса Мехтхилд фон Брауншвайг-Люнебург († 1433), дъщеря на херцог Магнус II Торкват фон Брауншвайг-Люнебург († 1373) и принцеса Катарина фон Анхалт-Бернбург († 1390). Брат е на Ото фон Дипхолц († сл. 1484) и Конрад III фон Дипхолц († 20 май 1482), епископ на Оснабрюк (1455 – 1482). Племенник е на Рудолф фон Дипхолц († 1455), епископ на Утрехт (1423 – 1455) и епископ на Оснабрюк (1454 – 1455).
Йохан е избран през 1424 г. за епископ на Оснабрюк. Епископството Оснабрюк по неговото време има конфликти с Графство Хоя, град Херфорд, манастир Минден, и в Източна Фризия.
Погребан е в катедралата на Оснабрюк.